# سیدینگتون، گلاسترشر

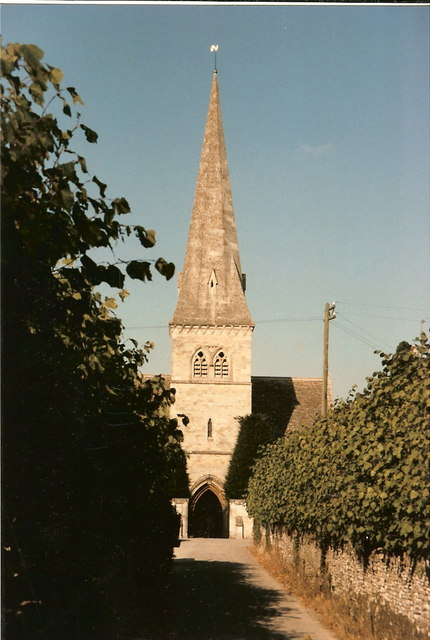

سیدینگتون، گلاسترشر (انگلیسی: Siddington, Gloucestershire) روستایی در گلاسترشر، انگستان است.